# Different Class
Different Class — п'ятий студійний альбом британського рок-гурту Pulp, що вийшов у 1995 році.

## Альбомні сингли
- «Common People» — 22 травня 1995
- «Mis-Shapes/Sorted for E's & Wizz» -25 вересня 1995
- «Disco 2000» — 27 листопада 1995
- «Something Changed» — 25 березня 1996

## Список композицій
1. «Mis-Shapes»
2. «Pencil Skirt»
3. «Common People»
4. «I Spy»
5. «Disco 2000»
6. «Live Bed Show»
7. «Something Changed»
8. «Sorted For E's & Wizz»
9. «F.E.E.L.I.N.G.C.A.L.L.E.D.L.O.V.E.»
10. «Underwear»
11. «Monday Morning»
12. «Bar Italia»

11 вересня 2006 року у Великій Британії виходить перевидання альбому на двох дисках. Другий диск містить невидані пісні та інші раритети.
Список композицій другого диска:
1. «Common People (at Glastonbury)» (b-side)
2. «Mile End» (b-side)
3. «PTA» (b-side)
4. «Ansaphone» (demo)+
5. «Paula» (demo)+
6. «Catcliffe Shakedown» (demo)+
7. «We Can Dance Again» (demo)+
8. «Don't Lose It» (demo)+
9. «Whisky in the Jar» (French only b-side — not available in UK before)
10. «Disco 2000» (Nick Cave Pub Rock Version)+
11. «Common People» (Vocoda Mix) (b-side)